# Elias Viljanen

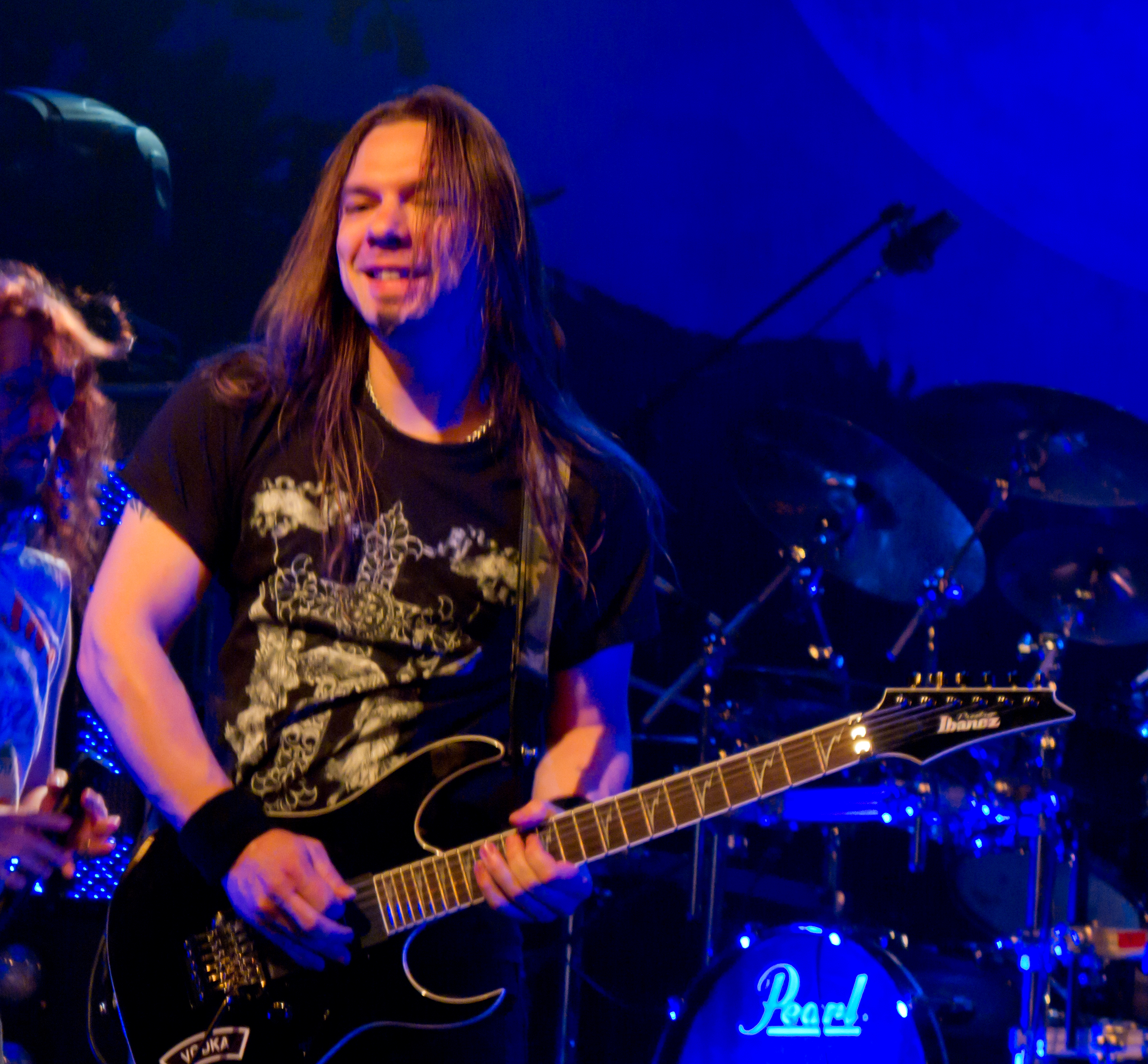
Elias Viljanen

Elias Viljanen (né le 8 juillet 1975) est un musicien finlandais, plus connu pour être notamment le guitariste de Sonata Arctica depuis 2007.
Parfois connu sous le nom de E.Vil, il a rejoint Sonata Arctica à la suite du départ de Jani Liimatainen, évincé du groupe en mai 2007. Cette décision fut faite officielle le 8 août 2007, bien qu'Elias Viljanen avait déjà la charge du rôle de guitariste durant les tournées de printemps et d'été du groupe. Il cite Kiss, Metallica, Slayer, et Whitesnake parmi ses influences musicales.

## Sources
- Profil sur le site web Officiel de Sonata Arctica
- Annonce officielle concernant le départ de Jani Liimatainen
- Profil de Elias Viljanen and The Evil Spirit sur le site Spirit Of Metal